# NGC 7219
NGC 7219 is een balkspiraalstelsel in het sterrenbeeld Toekan. Het hemelobject werd op 22 juni 1835 ontdekt door de Britse astronoom John Herschel.

## Synoniemen
- ESO 108-19
- FAIR 1002
- IRAS 22094-6505
- PGC 68312